# Simon Dvoršak (nogometaš)
Simon Dvoršak, slovenski nogometaš in trener, * 16. marec 1974.
Dvoršak je nekdanji profesionalni nogometaš, ki je igral na položaju vezista. V svoji karieri je igral za slovenske klube Maribor, Korotan Prevalje, Mura, Beltinci, Dravograd, Gorica, Malečnik in Duplek ter avstrijske TSV Hartberg, SK St. Andrä, WAC St. Andrä, SVL Flavia Solva, SC Kalsdorf, USV St. Peter im Sulmtal in Sc St.Margarethen/R.. Skupno je v prvi slovenski ligi odigral 270 tekem in dosegel 37 golov. Po končani karieri je ostal pri klubu Sc St.Margarethen/R. kot trener, za tem je vodil avstrijske klube USV Gabersdorf, SV Wildon, TUS Groß St Florian in Gamlitz ter slovenske Rudar Velenje, Dravo Ptuj, Bistrico in od leta 2024 Beltince.